# Lijst van voetbalinterlands Wit-Rusland - Zwitserland
Deze lijst van voetbalinterlands is een overzicht van alle officiële voetbalwedstrijden tussen de nationale teams van Wit-Rusland en Zwitserland. De landen speelden tot op heden vijf keer tegen elkaar. De eerste wedstrijd was een kwalificatiewedstrijd voor het Europees kampioenschap voetbal 2000 op 27 maart 1999 in Minsk. Het laatste duel, een kwalificatiewedstrijd voor het Europees kampioenschap voetbal 2024, vond plaats op 15 oktober 2023 in Sankt Gallen.

## Wedstrijden
| № | Plaats       | Datum            | Competitie           | Wedstrijd                 | Uitslag |
| - | ------------ | ---------------- | -------------------- | ------------------------- | ------- |
| 1 | Minsk        | 27 maart 1999    | EK 2000 kwalificatie | Wit-Rusland – Zwitserland | 0 – 1   |
| 2 | Lausanne     | 8 september 1999 | EK 2000 kwalificatie | Zwitserland – Wit-Rusland | 2 – 0   |
| 3 | Neuchâtel    | 1 juni 2017      | Vriendschappelijk    | Zwitserland – Wit-Rusland | 1 – 0   |
| 4 | Novi Sad     | 25 maart 2023    | EK 2024 kwalificatie | Wit-Rusland − Zwitserland | 0 − 5   |
| 5 | Sankt Gallen | 15 oktober 2023  | EK 2024 kwalificatie | Zwitserland − Wit-Rusland | 3 − 3   |

## Samenvatting
| Competitie        | Totaal gespeeld | Winst Wit-Rusland | Gelijk | Winst Zwitserland | Doelsaldo Wit-Rusland – Zwitserland |
| ----------------- | --------------- | ----------------- | ------ | ----------------- | ----------------------------------- |
| EK-kwalificatie   | 4               | 0                 | 1      | 3                 | 3 − 11                              |
| Vriendschappelijk | 1               | 0                 | 0      | 1                 | 0 − 1                               |
| Totaal            | 5               | 0                 | 1      | 4                 | 3 − 12                              |

## Details

### Eerste ontmoeting
| EK 2000 kwalificatie (Minsk, Wit-Rusland, 27 maart 1999): |              | |
| Wit-Rusland | 0 – 1        | Zwitserland |
| | goals        | 72' Sébastien Fournier |
| Mikhail Vergeyenko | bondscoach   | Gilbert Gress |
| Gennadi Tumilovich Erik Yakhimovich Andrei Lavrik Aleksandr Lukhvich Vyacheslav Gerashchenko 85' Sergej Goerenko Aleksandr Khatskevich Maxim Romashchenko Valentin Belkevich Vladimir Makovski 86' Vasili Baranov 59' | opstellingen | Martin Brunner Sébastien Jéanneret Sébastien Fournier Stéphane Henchoz Marc Hodel Johann Vogel 73' David Sesa 66' Raphaël Wicky Stéphane Chapuisat Ciriaco Sforza Alexandre Comisetti |
| Aleksandr Chayka 59' Vadim Skripchenko 85' Andrei Ostrovski 86' | wissels      | 66' Patrick Müller 73' Patrick De Napoli |
| Aleksandr Khatskevich 54' Erik Yakhimovich 76' Vyacheslav Gerashchenko 85' | gele kaarten | 38' Sébastien Jeanneret 58' Raphaël Wicky 82' Stéphane Henchoz |

### Tweede ontmoeting
| EK 2000 kwalificatie (Lausanne, Zwitserland, 8 september 1999): |              | |
| Zwitserland | 2 – 0        | Wit-Rusland |
| Kubilay Türkyilmaz 68' Kubilay Türkyilmaz 86' (pen.) | goals        | |
| Gilbert Gress | bondscoach   | Mikhail Vergeyenko |
| Stefan Huber Stéphane Henchoz Francesco Di Jorio Patrick Müller 79' Marc Hodel Johann Vogel Patrick Bühlmann 71' Raphaël Wicky Stéphane Chapuisat 63' Ciriaco Sforza Kubilay Türkyilmaz | opstellingen | Yuri Afanasenko Erik Yakhimovich Andrei Lavrik Aleksandr Lukhvich Andrei Ostrovski Sergej Goerenko Vasili Baranov Aleksandr Chayka 55' Aleksandr Kulchiy 69' Vladimir Makovski Igor Tarlovski |
| Alexandre Comisetti 63' David Sesa 71' Stefan Wolf 79' | wissels      | 55' Petr Kachuro 69' Maxim Romashchenko |
| Kubilay Türkyilmaz 26' | gele kaarten | 23' Andrei Lavrik 86' Yuri Afanasenko |

### Derde ontmoeting
| Vriendschappelijk (Neuchâtel, Zwitserland, 1 juni 2017): |              | |
| Zwitserland | 1 – 0        | Wit-Rusland |
| Xherdan Shaqiri 9' | goals        | |
| Vladimir Petković | bondscoach   | Ihar Krywushenka |
| Roman Bürki Johan Djourou 65' Nico Elvedi 46' Silvan Widmer 46' Remo Freuler 46' Valon Behrami François Moubandje Xherdan Shaqiri Steven Zuber 67' Edimilson Fernandes 65' Admir Mehmedi                                                                             | opstellingen | Syarhey Chernik 46' Ihar Burko Yahor Filipenka Mikhail Sivakov 61' Alyaksandr Sachywka 46' Aleh Yewdakimaw 46' Alyaksey Lyahchylin Stanislaw Drahun Sjarhej Balanovitsj Maksim Skavysh 46' Mihail Hardzeichuk |
| Timm Klose 46' Florent Hadergjonaj 46' Fabian Frei 46' Granit Xhaka 65' Haris Seferovic 65' Gelson Fernandes 67' | wissels      | 46' Dzmitry Aliseika 46' Syarhey Matveichyk 46' Artsyom Bykaw 46' Pavel Savitski 46' Dzyanis Laptsew 61' Alyaksandar Pawlavets                                                                                |
| Granit Xhaka 88' | gele kaarten | 72' Artsyom Bykaw 88' Dzyanis Laptsew |
| - Debuut van Florent Hadergjonaj (FC Ingolstadt 04) voor Zwitserland. - Debuut van Ihar Burko (FC Shakhtsyor), Dzmitry Aliseika (Dynama Brest), Alyaksandr Sachywka (FC Tarpeda), Aleh Yewdakimaw (FC Minsk) en Alyaksey Lyahchylin (Dynama Brest) voor Wit-Rusland. |              | |

BFF · A-internationals · Bondscoaches · Statistieken · Wit-Russisch vrouwenelftal · Olympisch elftal · W-Rusland U21 · W-Rusland U19 · W-Rusland U18 · W-Rusland U17 · W-Rusland U16
1990 – 1999 · 
2000 – 2009 · 
2010 – 2019 ·
2020 − 2029
1992 · 
1993 · 
1994 · 
1995 · 
1996 · 
1997 · 
1998 · 
1999 · 
2000 · 
2001 · 
2002 · 
2003 · 
2004 · 
2005 · 
2006 · 
2007 · 
2008 · 
2009 · 
2010 · 
2011 · 
2012 · 
2013 ·
2014 ·
2015 ·
2016 ·
2017 ·
2018 ·
2019 ·
2020 ·
2021 ·
2022 ·
2023
Albanië · 
Andorra · 
Argentinië · 
Armenië · 
Azerbeidzjan · 
Bahrein ·
België ·
Bosnië en Herzegovina · 
Bulgarije · 
Canada · 
Cyprus · 
Denemarken · 
Duitsland · 
Ecuador · 
Egypte · 
Engeland · 
Estland · 
Finland · 
Frankrijk · 
Gabon ·
Georgië · 
Griekenland · 
Hongarije · 
Honduras · 
Ierland ·
IJsland · 
India ·
Iran · 
Israël · 
Italië ·
Japan ·
Jordanië · 
Kazachstan ·
Kirgizië · 
Kosovo ·
Kroatië · 
Letland · 
Libië · 
Liechtenstein ·
Litouwen · 
Luxemburg · 
Malta · 
Mexico ·
Moldavië · 
Montenegro · 
Nederland · 
Nieuw-Zeeland ·
Noord-Ierland ·
Noord-Macedonië ·  
Noorwegen · 
Oekraïne · 
Oezbekistan · 
Oman · 
Oostenrijk · 
Peru · 
Polen · 
Roemenië · 
Rusland · 
San Marino · 
Saoedi-Arabië · 
Schotland · 
Slovenië · 
Slowakije · 
Spanje ·
Syrië ·
Tadzjikistan · 
Tsjechië · 
Tunesië · 
Turkije · 
Verenigde Arabische Emiraten · 
Wales · 
Zuid-Korea · 
Zweden · 
Zwitserland
SFV · A-internationals · Selecties · Bondscoaches · Zwitsers vrouwenelftal · Olympisch elftal · Zwitserland U21 · Zwitserland U19 · Zwitserland U18 · Zwitserland U17 · Zwitserland U16 · Vrouwen U17
1905 – 1919 · 
1920 – 1929 · 
1930 – 1939 · 
1940 – 1949 · 
1950 – 1959 · 
1960 – 1969 · 
1970 – 1979 · 
1980 – 1989 · 
1990 – 1999 · 
2000 – 2009 · 
2010 – 2019 · 
2020 – 2029
EK's: 1996 · 
2004 · 
2008 · 
2016 · 
2020 · 
2024
WK's: 1934 · 
1938 · 
1950 · 
1954 · 
1962 · 
1966 · 
1994 · 
2006 · 
2010 · 
2014 · 
2018 · 
2022
OS: 1924 · 
1928 · 
2012
1905 · 
1906 · 1907 · 
1908 · 
1909 · 
1910 · 
1911 · 
1912 · 
1913 · 
1914 · 
1915 · 
1916 · 
1917 · 
1918 · 
1919 · 
1920 · 
1921 · 
1922 · 
1923 · 
1924 · 
1925 · 
1926 · 
1927 · 
1928 · 
1929 · 
1930 · 
1931 · 
1932 · 
1933 · 
1934 · 
1935 · 
1936 · 
1937 · 
1938 · 
1939 · 
1940 · 
1941 · 
1942 · 
1943 · 
1944 · 
1945 · 
1946 · 
1947 · 
1948 · 
1949 · 
1950 · 
1952 ·
1952 · 
1953 · 
1954 · 
1955 · 
1956 · 
1957 · 
1958 · 
1959 · 
1960 · 
1961 · 
1962 · 
1963 · 
1964 · 
1965 · 
1966 · 
1967 · 
1968 · 
1969 · 
1970 · 
1971 · 
1972 · 
1973 · 
1974 · 
1975 · 
1976 · 
1977 ·
1978 · 
1979 · 
1980 · 
1981 · 
1982 · 
1983 · 
1984 · 
1985 · 
1986 · 
1987 · 
1988 · 
1989 · 
1990 ·
1991 · 
1992 · 
1993 · 
1994 ·
1995 · 
1996 · 
1997 · 
1998 · 
1999 · 
2000 · 
2001 · 
2002 · 
2003 · 
2004 · 
2005 · 
2006 · 
2007 · 
2008 · 
2009 · 
2010 · 
2011 · 
2012 · 
2013 ·
2014 ·
2015 ·
2016 ·
2017 ·
2018 ·
2019 ·
2020 ·
2021 ·
2022
Albanië ·
Algerije · 
Andorra · 
Argentinië ·
Australië ·
Azerbeidzjan ·
België ·
Bolivia ·
Bosnië en Herzegovina ·
Brazilië ·
Bulgarije ·
Canada ·
Chili ·
China ·
Colombia ·
Costa Rica ·
Cyprus ·
Denemarken ·
DDR ·
Duitsland ·
Ecuador ·
Egypte ·
Engeland · 
Estland ·
Faeröer ·
Finland ·
Frankrijk ·
Georgië ·
Ghana ·
Gibraltar ·
Griekenland ·
Honduras ·
Hongarije ·
Hongkong ·
Ierland ·
IJsland ·
Israël ·
Italië ·
Ivoorkust ·
Jamaica ·
Japan ·
Joegoslavië ·
Kameroen ·
Kenia ·
Kosovo ·
Kroatië ·
Letland ·
Liechtenstein ·
Litouwen ·
Luxemburg ·
Malta ·
Marokko ·
Mexico ·
Moldavië ·
Montenegro ·
Nederland ·
Nigeria ·
Noord-Ierland ·
Noorwegen ·
Oekraïne ·
Oman ·
Oostenrijk ·
Panama ·
Peru ·
Polen ·
Portugal ·
Qatar ·
Roemenië ·
Rusland ·
Saarland ·
San Marino ·
Schotland ·
Servië ·
Slovenië ·
Slowakije ·
Sovjet-Unie · 
Spanje ·
Togo ·
Tsjechië ·
Tsjecho-Slowakije ·
Tunesië ·
Turkije ·
Uruguay ·
Venezuela ·
VA Emiraten ·
Verenigde Staten ·
Wales ·
Wit-Rusland ·
Zimbabwe ·
Zuid-Korea ·
Zweden
Albanië (2016) ·
Argentinië (2014) ·
Brazilië (2018) ·
Chili (2010) ·
Costa Rica (2018) ·
Ecuador (2014) ·
Frankrijk (2006) ·
Frankrijk (2014) ·
Frankrijk (2016) ·
Frankrijk (2021) ·
Honduras (2010) · 
Honduras (2014) · 
Italië (2021) · 
Oekraïne (2006) ·
Portugal (2008)  · 
Portugal (2022) · 
Roemenië (2016) · 
Servië (2018) ·
Spanje (2010) ·
Spanje (2021) ·
Togo (2006) ·
Tsjechië (2008) ·
Turkije (2008) ·
Turkije (2021) ·
Wales (2021) ·
Zuid-Korea (2006) ·
Zweden (2018)